# Ессентуки № 20

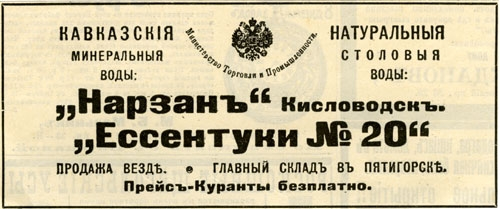
Реклама минеральных вод (1906)

Ессентуки № 20 — питьевая минеральная вода низкой минерализации. Изначально поставлялась из источника № 20, который ныне не эксплуатируется. Позже вода подобного химического состава добывалась из скважины № 2Б Бештаугорского месторождения, а также Юцкого источника Пятигорского месторождения. На рынок поставляется различными производителями из разных источников Кавказских Минеральных Вод. Столовая питьевая вода «Ессентуки № 20» не является натуральной минеральной водой, так как может представлять собой смесь разных вод. В настоящее время Ессентуки №20 не добывается.

## Историческая справка
Впервые минеральная вода типа «Ессентуки № 20» получена из источника № 20, бившего в районе современных Ессентуков. Число в названии минеральной воды обозначает номер одного из 23 источников, исследованных и классифицированных академиком, доктором медицинских наук Александром Петровичем Нелюбиным в 1823 году. При этом самыми богатыми по объёму воды и минеральному составу оказались ключи под номерами 17 и 4, а следующей по ценности оказалась питьевая минеральная вода низкой минерализации источника № 20 Ессентукского месторождения минеральных вод.

## Химический состав
Химический состав минеральной воды «Ессентуки № 20» меняется в зависимости от производителя и года выпуска:
| Поставщик             | ОАО «Минводыпищепродукт», («Старый источник»), 2005 | «Вимм-Биль-Данн», 2007 | ЗАО ВК «Старый источник», 2013 |
| --------------------- | --------------------------------------------------- | ---------------------- | ------------------------------ |
| Минерализация         | 450—1400                                            | 1200—3100              | 300—1400                       |
| Анионы, мг/л          |                                                     |                        |                                |
| Гидрокарбонат (HCO3-) | 300—500                                             | 500—1400               | 250—500                        |
| Сульфат (SO42-)       | 50—250                                              | 250—450                | менее 250                      |
| Хлорид (Cl-)          | менее 100                                           | 100—300                | менее 200                      |
| Катионы, мг/л         |                                                     |                        |                                |
| Кальций (Ca2+)        | 100—400                                             | 100—400                | 50—250                         |
| Магний (Mg2+)         | менее 200                                           | менее 100              | менее 100                      |
| Натрий+Калий (K++Na+) | 50—200                                              | 200—400                | менее 200                      |

- Примечание: информация взята с этикеток бутылок, находящихся в свободной продаже.

## Применение
Минеральную воду «Ессентуки № 20» рекомендуют при лечении заболеваний мочевыводящих путей и нарушениях обмена веществ. Вода источника № 20 является чистой от природы и не нуждается в дополнительной очистке с применением химреактивов. Природный состав и вкусовые качества минеральной воды Ессентукского месторождения позволяют принимать её без ограничений.